# Râul Gârcin
Râul Gârcin este un curs de apă, afluent al Râului Tărlung. Se formează la confluența a două brațe Gârcinul Mare și Gârcinul Mic.